# Серупітія (Грама Ніладхарі)
Грама Ніладхарі Серупітія (№ 142G) — Грама Ніладхарі підрозділу ОС Дехіаттакандія, округ Ампара, Східна провінція, Шрі-Ланка.

## Демографія
| Населення (2007) | Населення (2007) | Населення (2007) | Населення (2007) | Населення (2007) |
| Населення        | Чоловіки         | Жінки            | Діти             | Дорослі          |
| ---------------- | ---------------- | ---------------- | ---------------- | ---------------- |
| 4,358            | 2,229            | 2,129            | 1,468            | 2,89             |